# Арон Кресвел
Арон Вилијам Кресвел (енгл. Aaron William Cresswell; 15. децембар 1989) професионални је енглески фудбалер који игра на позицији левог бека. Тренутно наступа за Вест Хем јунајтед и репрезентацију Енглеске.